# Preslica (biljni rod)
Preslica (konjski rep, borak, štukavac, lat. Equisetum) jedan od tri roda biljne porodice Equisetaceae iz razreda Equisetopsida. Rodu pripada 15 vrsta (i 24 hibrida) zeljastih trajnica s puzavim podankom i nadzemnom člankovitom, jednostavnom ili pršljenasto razgranjenom stabljikom.

## Opis biljke
Preslice imaju sitne listove koji su međusobno srasli u nazubljen rukavac oko stabljike. Na vrhu stabljike i, ponekad, na vrhu ogranaka, nalazi se skupina plodnih listova slična klasu, strobilus. Listovi s donje strane nose trusnike (sporangiji) s truskama (spore). U nekih se preslica razvijaju dvije vrste stabljika: u rano proljeće plodne svijetlosmeđe stabljike koje na vrhu nose sporangije združene u oblik sličan klipu strobilus. Ugibaju nakon rasijavanja spora. Nakon toga razvijaju se neplodne zelene stabljike u oblik sličan boru. Iz spora kliju sitni, do 1 cm dugi, najčešće jednospolni protaliji muški s anteridijima i ženski s arhegonijima.

## Rodovi i vrste
U Hrvatskoj raste desetak vrsta. Najčešća je poljska preslica (Equisetum arvense), s crnim podancima koji prodiru duboko u tlo. Raste kao korov na poljima, uz putove, na željezničkim prugama i sl. Močvarna preslica (Equisetum palustre) česta je biljka močvarnih travnjaka, dok velika preslica (Equisetum telmateia) raste u vlažnim šumama. Zimska preslica (Equisetum hiemale) je rijetka, u Hrvatskoj ubrojena u skupinu osjetljivih (ugroženih) biljaka. Neke su vrste preslica, npr. močvarna preslica (Equisetum palustre), otrovne.

## Ljekovitost
Zelena stabljika poljske preslice (Equisetum arvense) koristi se u medicini kod bolesti bubrega i mjehura (upala mokraćnih puteva, mokraćnog mjehura), kao pomoćna terapija manjih kamenaca bubrega, kod krvarenja, kao diuretik i dr.
Sasvim mlade proljetne plodne stabljike poljske i velike preslice su jestive. Ako se oslobode klipa koji je gorak, mogu se prirediti kao šparoge.

## Druge primjene
Nekada je poljska preslica korištena za čišćenje predmeta od kositra ( do xix st.),o čemu i danas svjedoče nazivi biljke u nekim jezicima - npr.zinnkraut(njem.),pewterwort(engl.).

## Vrste
1. Equisetum arvense L., poljska preslica
2. Equisetum bogotense Kunth
3. Equisetum fluviatile L., riječna preslica
4. Equisetum giganteum L.
5. Equisetum hyemale L., zimska preslica
6. Equisetum laevigatum A. Braun
7. Equisetum myriochaetum Cham. & Schltdl.
8. Equisetum nelsonii (A. A. Eaton) J. H. Schaffn.
9. Equisetum palustre L., močvarna preslica
10. Equisetum pratense Ehrh., livadna preslica
11. Equisetum ramosissimum Desf., razgranjena preslica
12. Equisetum scirpoides Michx.
13. Equisetum sylvaticum L., šumska preslica
14. Equisetum telmateia Ehrh., velika preslica
15. Equisetum variegatum Schleich., šarena preslica
16. Equisetum × alsaticum (H. P. Fuchs & Geissert) G. Phil. ex Lubienski & Bennert
17. Equisetum × ascendens Lubienski & Bennert
18. Equisetum × bowmanii C. N. Page
19. Equisetum × dycei C. N. Page
20. Equisetum × ferrissii Clute
21. Equisetum × font-queri Rothm.
22. Equisetum × geissertii Lubienski & Bennert
23. Equisetum × haukeanum Mickel & A. R. Sm.
24. Equisetum × hybridum Huter
25. Equisetum × lapponicum Lubienski & Dörken
26. Equisetum × litorale Kühlew. ex Rupr.
27. Equisetum × lofotense Lubienski
28. Equisetum × mchaffieae C. N. Page
29. Equisetum × meridionale (Milde) Chiov.
30. Equisetum × mildeanum Rothm.
31. Equisetum × montellii Hiitonen
32. Equisetum × moorei Newman
33. Equisetum × robertsii Dines
34. Equisetum × rothmaleri C. Page
35. Equisetum × schaffneri Milde
36. Equisetum × sergijevskianum C. N. Page & Gureeva
37. Equisetum × torgesianum Rothm.
38. Equisetum × willmotii C. N. Page

Equisetum limosum (vodena preslica), sinonim je za Equisetum fluviatile.

### Fosilne vrste
1. Equisetum braunii (Ung.) Heer[4]
2. Equisetum cascadensis Lapasha and Miller 1985[5]
3. Equisetum columnare Brongniart 1828[5]
4. Equisetum parlatorii (Heer) Schimper[4]
5. Equisetum lyellii Mantell[5]
6. Equisetum magnum Hickey 1977[5]
7. Equisetum mokhotlongensis Ellenberger 1970[5]
8. Equisetum montanensis Lapasha and Miller 1985[5]

## Sinonimi
- Allostelites Borner
- Hippochaete J.Milde